# Hessequa Local Municipality

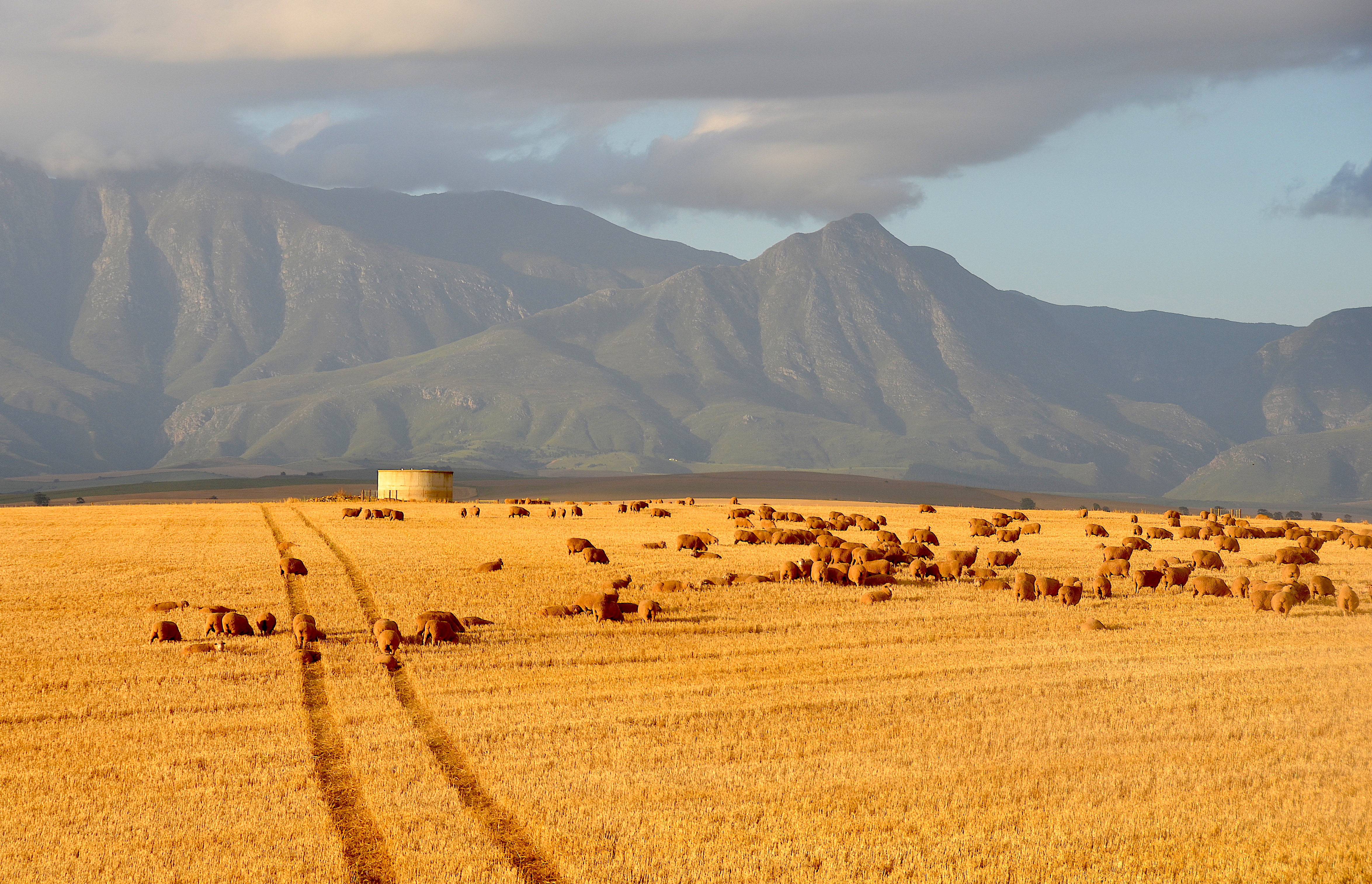
Landschaft westlich von Heidelberg

Hessequa (englisch Hessequa Local Municipality) ist eine Lokalgemeinde im Distrikt Garden Route in der südafrikanischen Provinz Westkap. Der Sitz der Gemeindeverwaltung befindet sich in Riversdale. Bürgermeister ist Grant Riddles.
Der Gemeindename ist ein Khoikhoi-Begriff für „Menschen der Bäume“, unter Bezug auf den dort lebenden Stamm.

## Städte und Orte
Städte und Ortschaften in Hessequa sind:
| - Albertinia - Askraal - Brandrivier - Gouritsmond - Groot Jongensfontein - Heidelberg - Reisiesbaan - Renier | - Riversdale - Stilbaai - Vermaaklikheid - Witsand |

## Bevölkerung
Im Jahr 2011 betrug die Einwohnerzahl 52.642 in 15.873 Haushalten auf einer Gesamtfläche von 5733 km². Davon waren 68,5 % Coloured, 23,3 % weiß und 7,4 % schwarz. Gesprochen wurde zu 90,3 % Afrikaans, zu 3,5 % Englisch und zu 2 % isiXhosa.

## Sehenswürdigkeiten
- Boesmansbos Wilderness
- Grootvadersbosch Nature Reserve
- Gourits-River-Brücken